# Lizytea (księżyc)
Lizytea (Jowisz X) – księżyc Jowisza, odkryty w 1938 roku przez Setha Barnesa Nicholsona z Mount Wilson Observatory.

## Nazwa
Księżyc otrzymał swoją oficjalną nazwę dopiero w 1975 roku. Pochodzi ona z mitologii greckiej. Lizytea była córką Okeanosa i jedną z kochanek Zeusa (rzymskiego Jowisza).
Wcześniej satelita był określany jako Jowisz X, w pewnym okresie proponowano dla niego nazwę Demeter.

## Charakterystyka fizyczna
Lizytea jest jednym z mniejszych księżyców Jowisza, jej średnicę ocenia się na około 38 km. Jej średnia gęstość to ok. 2,6 g/cm3, składa się ona głównie z krzemianów. Powierzchnia księżyca jest bardzo ciemna – jego albedo wynosi zaledwie 0,04. Z Ziemi można go zaobserwować jako obiekt o jasności wizualnej co najwyżej 18,2 magnitudo.
Satelita należy do grupy Himalii.